# Amazonmotmot
Amazonmotmot (Momotus momota) är en fågel i familjen motmoter inom ordningen praktfåglar.

## Utbredning och systematik
Amazonmotmot delas numera vanligen in i nio underarter:
- M. m. momota – förekommer i tropiska östra Venezuelas anslutning till Guyana och norra Brasilien
- M. m. microstephanus – förekommer i Colombia och Ecuador (öster om Anderna) och angränsande nordvästra Brasilien
- M. m. ignobilis – förekommer i östra Amazonområdet i Peru samt västra Brasilien
- M. m. nattereri – förekommer vid tropiska förberg i Anderna i nordöstra Bolivia
- M. m. simplex – förekommer från gränsen mellan Brasilien och Peru till Rio Tapajós i öster och till norra Mato Grosso i söder
- M. m. pilcomajensis – förekommer i södra Bolivia, södra Brasilien och nordvästra Argentina
- M. m. cametensis – förekommer i norra centrala Brasilien mellan Rio Tapajós och Rio Tocantins
- M. m. parensis – förekommer i östra Brasilien (från Rio Tocantins till Maranhão och Piauí)
- M. m. marcgravianus – förekommer i nordöstra Brasilien (Paraíba till Alagoas)

Ett flertal underarter som tidigare ingick i M. momota urskiljs nu som egna arter. Det tidigare svenska trivialnamnet på momotus, blåkronad motmot, har i samband med detta istället förts över till nyligen urskilda M. coeruliceps, medan momotus numera kallas amazonmotmot.

## Status och hot
Arten har ett stort utbredningsområde, men tros minska i antal, dock inte tillräckligt kraftigt för att den ska betraktas som hotad. Internationella naturvårdsunionen IUCN listar arten som livskraftig (LC).

## Bilder

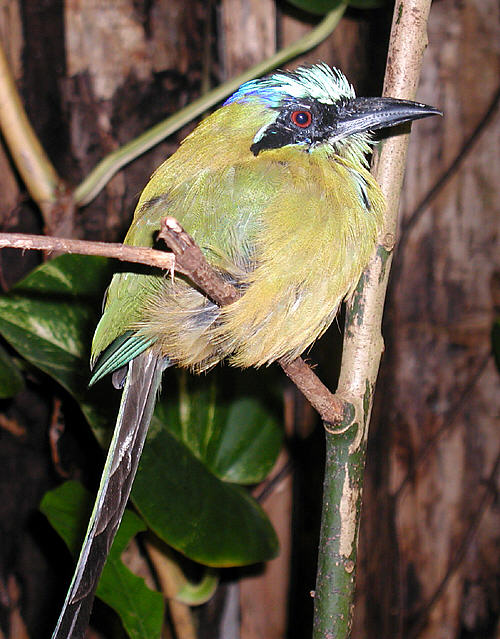
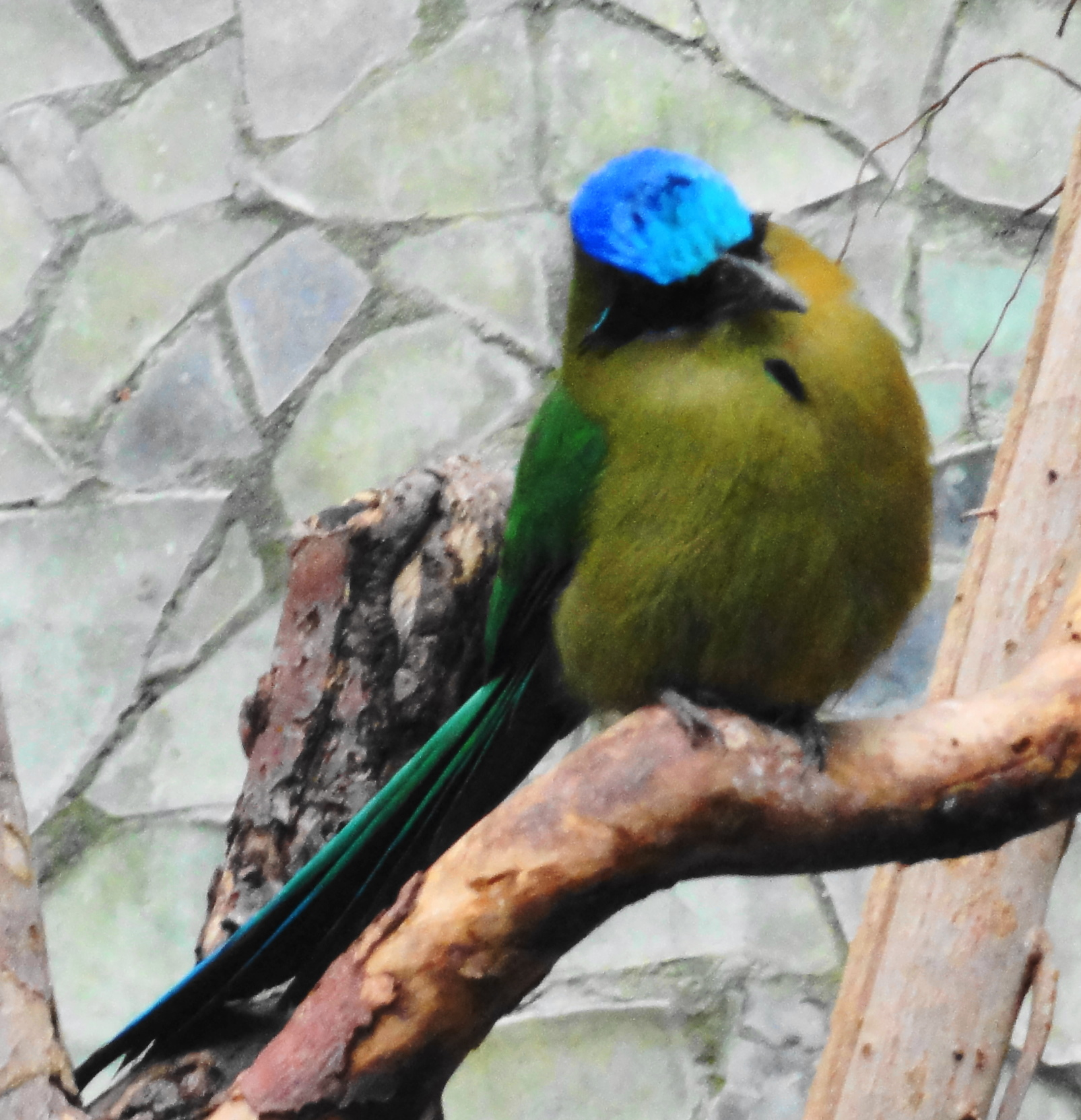
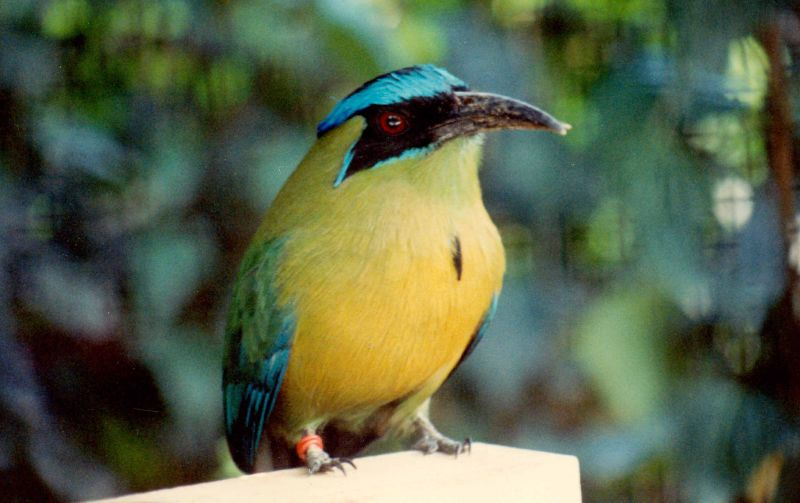
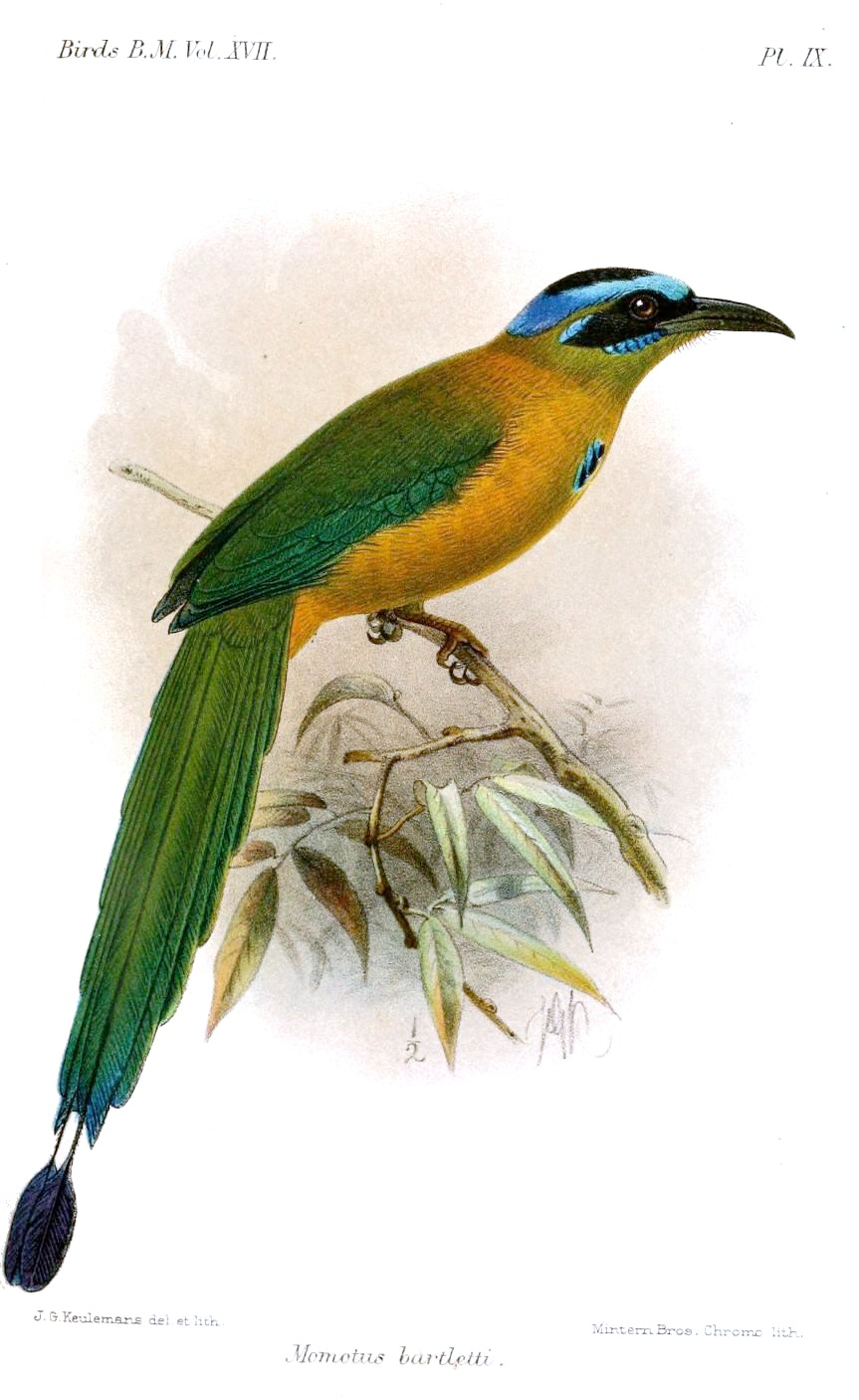
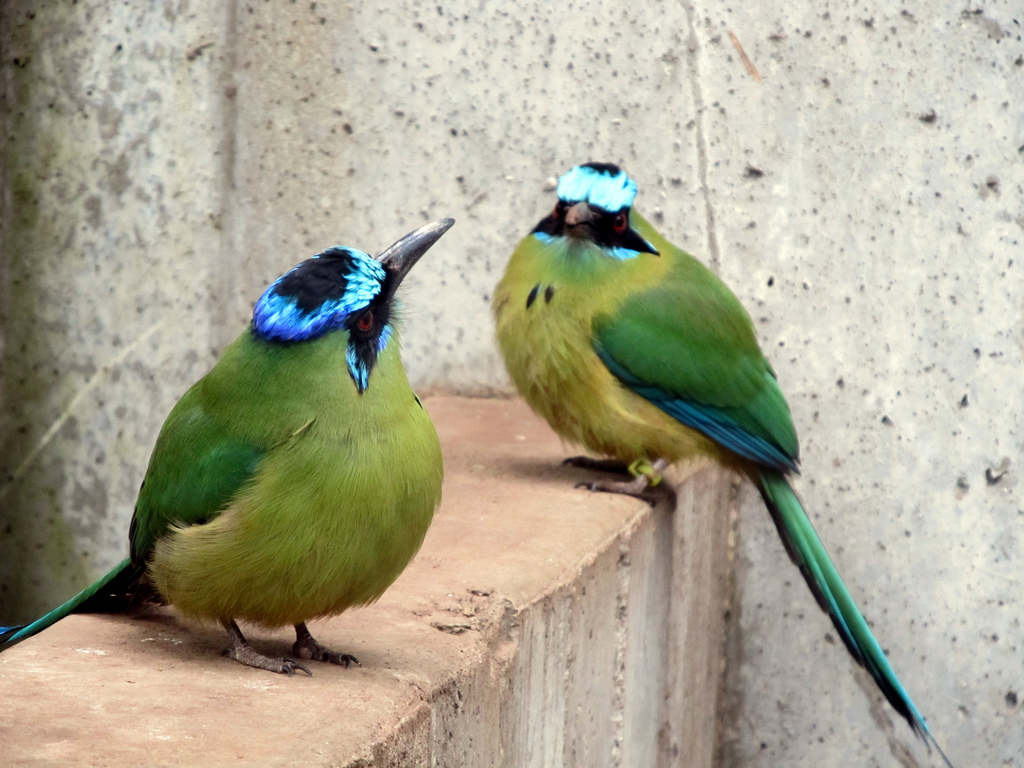
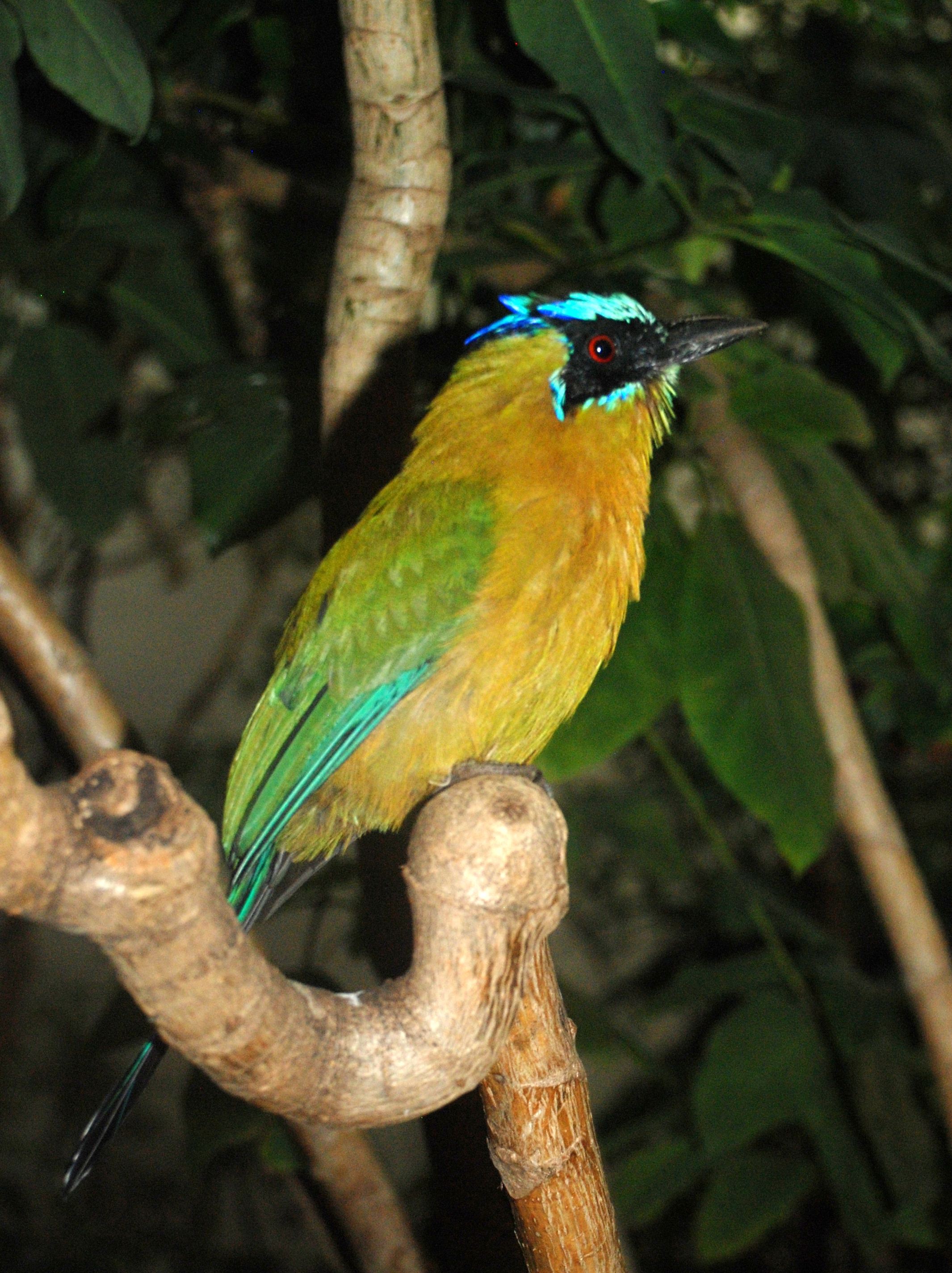